# Пономаренко Парасковія Василівна
Параско́вія Васи́лівна Пономаре́нко (листопад 1913 , Білка, Охтирський повіт, Харківська губернія, Російська імперія  — невідомо ) — українська радянська діячка, селянка. Депутат Верховної Ради УРСР 1-го скликання.

## Біографія
Народилася в листопаді 1913 року в родині залізничника в селі Білка, тепер Тростянецький район, Сумська область, Україна. З 1920 по 1924 рік навчалася у чотирикласній сільській школі. З 1924 по 1926 рік працювала у сільському господарстві батька.
З 1926 по 1929 рік навчалася у Печинській семирічній школі Тростянецького району Сумщини. З 1929 по 1930 рік — студентка Тростянецького педагогічного технікуму. У 1930 році перевелася до сільськогосподарського технікуму в Тростянці, де навчалася до 1933 року, аж поки технікум був переведений до міста Краснограда. У 1931 році вступила до комсомолу.
У серпні 1933 року закінчила Красноградський агрономічний технікум Харківської області, здобула спеціальність агронома-рільника.
З 1933 року — дільничний агроном Ново-Астраханської машинно-тракторної станції (МТС) у селах Чабанівка, Боровеньки і Єпіфанівка Старобільського округу Донецької області. У 1935 і 1937 роках навчалася на курсах із підвищення кваліфікації агрономів.
З січня 1938 по лютий 1939 року — старший агроном Ново-Астраханського районного земельного відділу Донецької (Ворошиловградської) області.
26 червня 1938 року обрана депутатом Верховної Ради УРСР 1-го скликання по Старобільській виборчій окрузі № 290 Ворошиловградської області.
Член ВКП(б) з січня 1939 року.
У лютому 1939 — червні 1940 року — секретар із кадрів Ворошиловградського обласного комітету ЛКСМУ.
У червні 1940 — жовтні 1941 року — інструктор сільськогосподарського відділу Ворошиловградського обласного комітету КП(б)У.
Під час німецько-радянської війни перебувала в евакуації у Західно-Казахстанській області Казахської РСР. З жовтня 1941 по квітень 1944 року працювала інструктором Уральського міського комітету КП(б) Казахстану.
З травня 1944 року — інструктор сільськогосподарського відділу Ворошиловградського обласного комітету КП(б)У.